# Colostethus imbricolus
Colostethus imbricolus är en groddjursart som beskrevs av Philip A. Silverstone 1975. Colostethus imbricolus ingår i släktet Colostethus och familjen pilgiftsgrodor. IUCN kategoriserar arten globalt som otillräckligt studerad. Inga underarter finns listade i Catalogue of Life.